# De Processibus Matrimonialibus
De Processibus Matrimonialibus (DPM) (dt. "über die Eheprozesse") ist die einzige Fachzeitschrift zu Fragen des kanonischen Ehe- und Prozessrechts im deutschsprachigen Raum. Sie wird an der Katholischen-Theologischen Fakultät der Universität Augsburg herausgegeben von Elmar Güthoff und Karl-Heinz Selge. Hauptsächlich werden die Referate der seit 1994 an wechselnden Orten stattfindenden gleichnamigen Studientagungen publiziert.
Neben den Referaten werden in der Zeitschrift weitere eheprozessrechtliche Studien, ehe- und prozessrechtliche Verlautbarungen sowie Rezensionen von Fachliteratur veröffentlicht.
Bisher sind 24 Bände (2017) erschienen. Zusätzlich zu den Print-Ausgaben erscheinen Digitalisate in der Digitalen Sammlung der Universitätsbibliothek Augsburg.